# Varesnes
Varesnes est une commune française située dans le département de l'Oise en région Hauts-de-France.

## Géographie

### Description

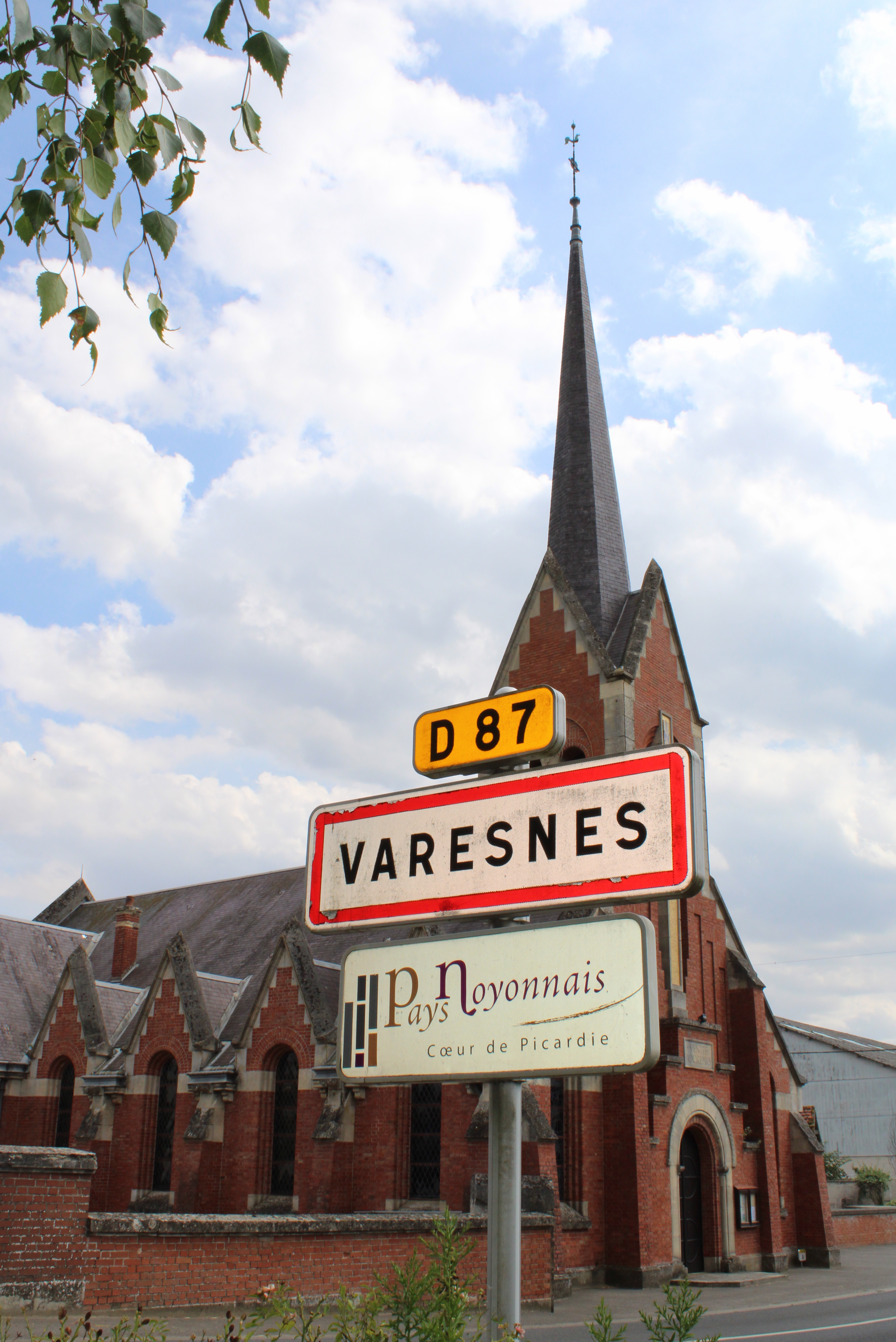
Entrée du village.>

Située à moins de six kilomètres de Noyon et à proximité de l'Oise, Varesnes a su mettre à profit ses atouts locaux.

### Hydrographie

#### Réseau hydrographique
La commune est située dans le bassin Seine-Normandie. Elle est drainée par l'Oise, le ru de Camelin, le cours d'eau 01 de la commune de Varesnes, le fossé des Bédants, le ru des Trouees et un autre petit cours d'eau,.
L'Oise prend sa source en Belgique, à 309 mètres d'altitude, dans l'ancienne commune de Forges et se jette dans la Seine à 20 mètres d'altitude, au Pointil en rive droite et en aval du centre de Conflans-Sainte-Honorine dans le département des Yvelines. D'une longueur 341 kilomètres, elle est presque entièrement navigable et bordée de canaux sur 104 kilomètres. Les caractéristiques hydrologiques de l'Oise sont données par la station hydrologique située sur la commune de Sempigny. Le débit moyen mensuel est de 33,8 m3/s. Le débit moyen journalier maximum est de 279 m3/s, atteint lors de la crue du 24 décembre 1993. Le débit instantané maximal est quant à lui de 287 m3/s, atteint le même jour.

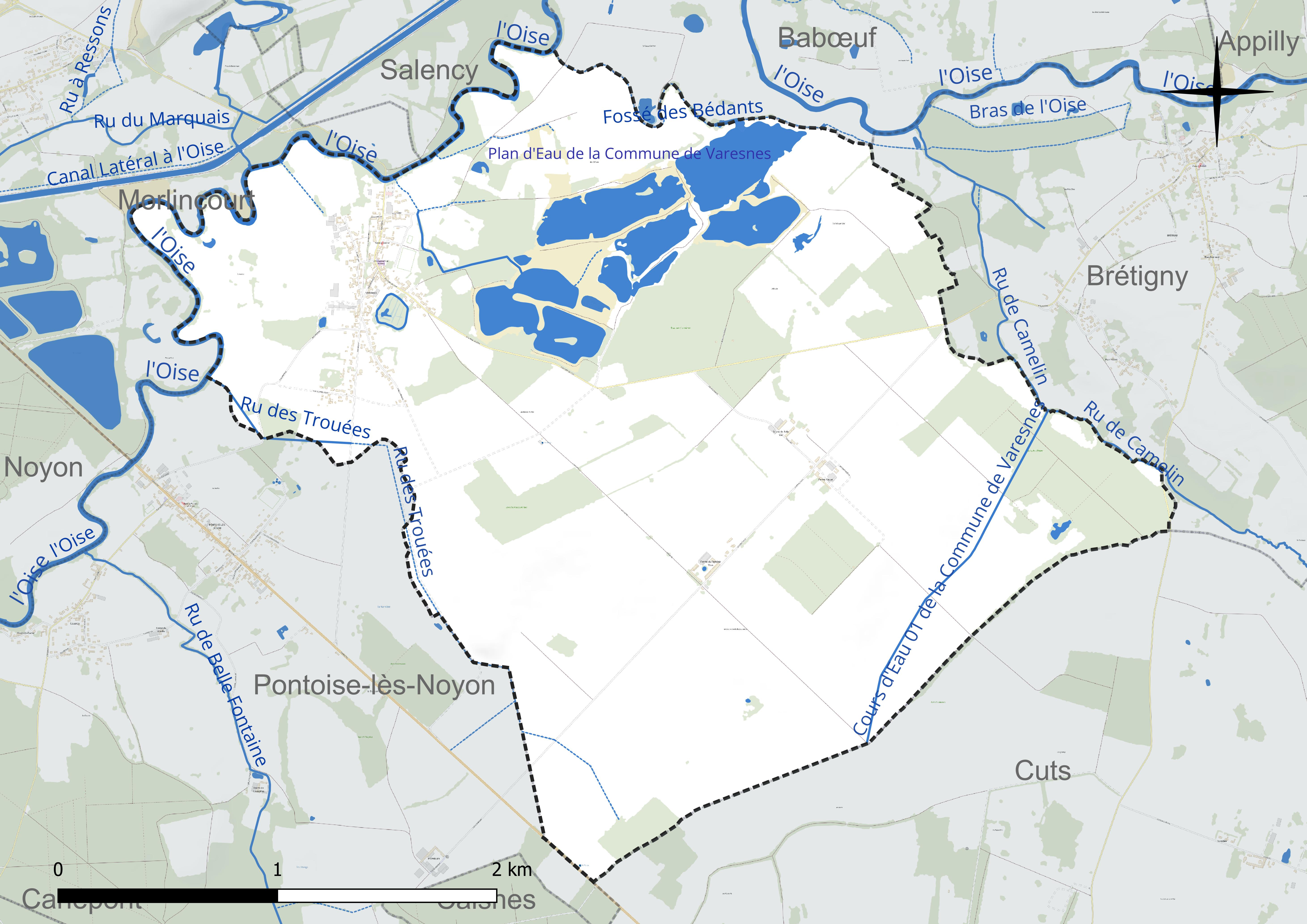
Réseau hydrographique de Varesnes.

Un plan d'eau complète le réseau hydrographique : le plan d'eau de la commune de Varesnes (13,2 ha),.

#### Gestion et qualité des eaux
Le territoire communal est couvert par le schéma d'aménagement et de gestion des eaux (SAGE) « Sensée ». Ce document de planification concerne un territoire de 1 013 km2 de superficie, délimité par le bassin versant de l'Oise moyenne. Le périmètre a été arrêté le 24 avril 2017 et le SAGE est, en 2024, encore en élaboration. La structure porteuse de l'élaboration et de la mise en œuvre est le syndicat mixte du SAGE Oise-Moyenne (SMOM). 
La qualité des cours d'eau peut être consultée sur un site dédié géré par les agences de l'eau et l'Agence française pour la biodiversité. 

### Climat
Pour des articles plus généraux, voir Climat des Hauts-de-France et Climat de l'Oise.
En 2010, le climat de la commune est de type climat océanique dégradé des plaines du Centre et du Nord, selon une étude du CNRS s'appuyant sur une série de données couvrant la période 1971-2000. En 2020, Météo-France publie une typologie des climats de la France métropolitaine dans laquelle la commune est dans une zone de transition entre le climat océanique et le climat océanique altéré et est dans la région climatique  Nord-est du bassin Parisien, caractérisée par un ensoleillement médiocre, une pluviométrie moyenne régulièrement répartie au cours de l'année et un hiver froid (3 °C). 
Pour la période 1971-2000, la température annuelle moyenne est de 10,7 °C, avec une amplitude thermique annuelle de 15,2 °C. Le cumul annuel moyen de précipitations est de 681 mm, avec 11,3 jours de précipitations en janvier et 8,6 jours en juillet. Pour la période 1991-2020, la température moyenne annuelle observée sur la station météorologique la plus proche, située sur la commune de Chauny à 13 km à vol d'oiseau, est de 11,1 °C et le cumul annuel moyen de précipitations est de 709,9 mm,. Pour l'avenir, les paramètres climatiques de la commune estimés pour 2050 selon différents scénarios d'émission de gaz à effet de serre sont consultables sur un site dédié publié par Météo-France en novembre 2022.

## Urbanisme

### Typologie
Au 1er janvier 2024, Varesnes est catégorisée bourg rural, selon la nouvelle grille communale de densité à sept niveaux définie par l'Insee en 2022.
Elle est située hors unité urbaine. Par ailleurs la commune fait partie de l'aire d'attraction de Noyon, dont elle est une commune de la couronne,. Cette aire, qui regroupe 38 communes, est catégorisée dans les aires de moins de 50 000 habitants,.

### Occupation des sols
L'occupation des sols de la commune, telle qu'elle ressort de la base de données européenne d'occupation biophysique des sols Corine Land Cover (CLC), est marquée par l'importance des territoires agricoles (74,9 % en 2018), en diminution par rapport à 1990 (76 %). La répartition détaillée en 2018 est la suivante : 
terres arables (52,4 %), prairies (22,2 %), forêts (13,1 %), eaux continentales (8,6 %), zones urbanisées (3,5 %), zones agricoles hétérogènes (0,3 %). L'évolution de l'occupation des sols de la commune et de ses infrastructures peut être observée sur les différentes représentations cartographiques du territoire : la carte de Cassini (XVIIIe siècle), la carte d'état-major (1820-1866) et les cartes ou photos aériennes de l'IGN pour la période actuelle (1950 à aujourd'hui).

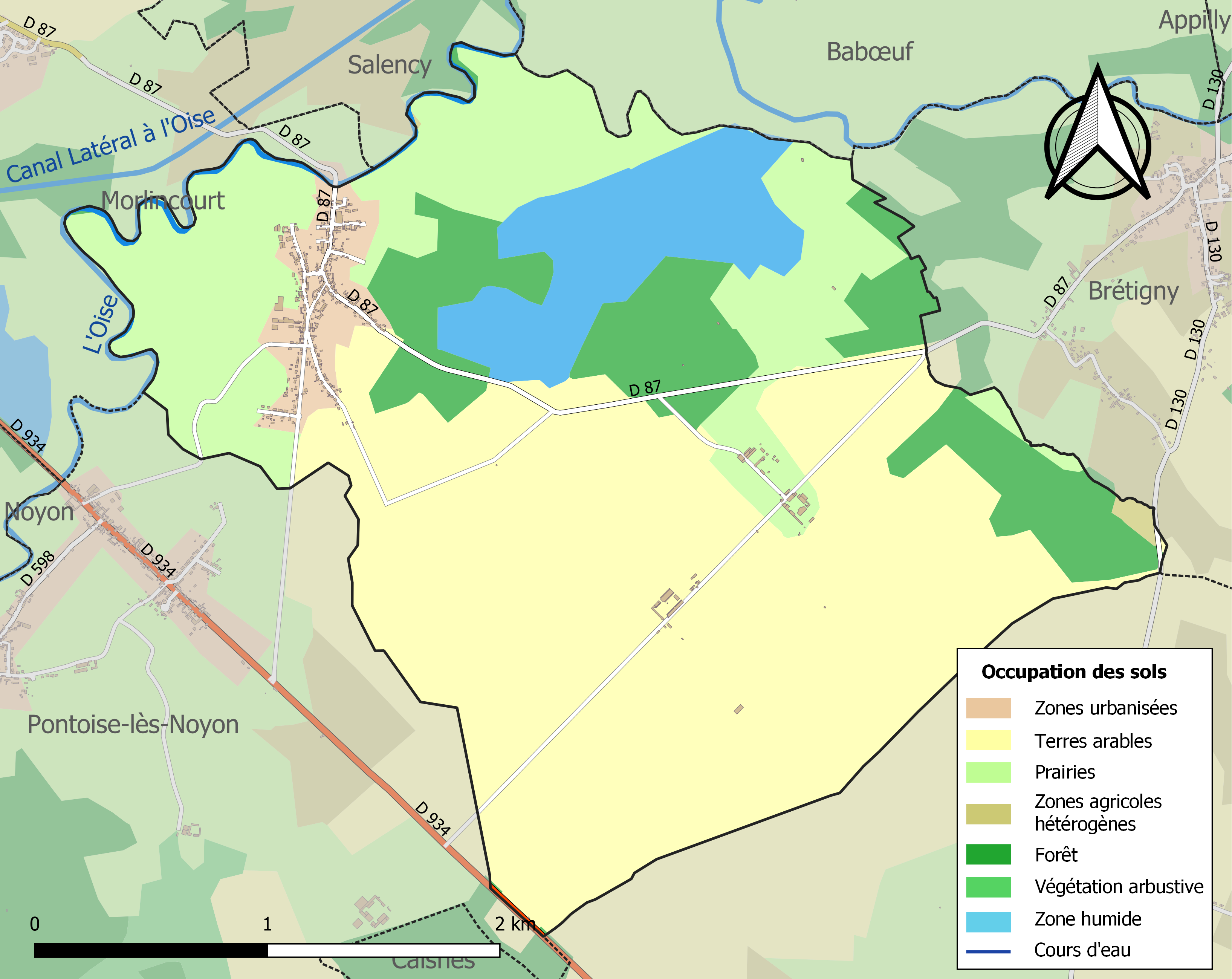
Carte des infrastructures et de l'occupation des sols de la commune en 2018 (CLC).

### Voies de communication et transports
La commune est desservie, en 2023, par la ligne 673 du réseau interurbain de l'Oise.

## Toponymie
Le nom de la localité est attesté sous les formes Varinae (814) ; Varerocinium (vers 878) ; Varenna (1179) ; de Varen[nn]is (1218) ; Varennes (1218) ; Hawidis de Varesnes (1226) ; Varesnes (1226) ; Havidis de Varesnes (1261) ; ecclesiam de Varesnes (1261) ; Waresne (XIIIe) ; in grangia de Waresnes (1319) ; Warennes (1515) ; Varennes lès Noyon (1515) ; Varesne (1560) ; Varenne (1580).

Du bas latin varenna (« garenne ») dans le sens de marais ou friche humide. Influence du germanique warinna avec le sens de réserve de chasse ou de pêche à la disposition d'un seigneur ou d'un monastère.

## Histoire
Varesnes, parfois orthographié Varennes, Varesne ou encore Varenna dans les sources les plus anciennes, est un territoire situé dans la vallée de l'Oise. Ce territoire était originellement recouvert de bois, mais semble avoir été défriché dans le courant du XIIème siècle. 
En 1128, Varesnes constitue alors le fief du seigneur Raoul Ier, dit Flamenc. Vers 1248, c'est son fils Raoul IV, qui succède à la tête de la seigneurie. Puis son propre fils, Raoul V, maréchal de France en 1287. A partir de 1288, Raoul VI, son fils, devient le nouveau seigneur de Varesnes. Il meurt en 1302 à la bataille de Courtray. Devenue veuve, Aliénor d'Hangest, sa femme, décide de faire ériger un château à Varesnes. La construction débute en 1310 et s'achève en 1313. Il semble ensuite que ce soit Raoul VIII, le petit-fils de Raoul VI qui devienne seigneur de Varesnes. Vers les années 1380, c'est le fils de ce dernier, Aubert de Canny qui le devient à son tour. Personnage important du royaume puisqu'il devient conseiller et chambellan du roi Charles Ier d'Orléans. 
A partir de la fin du XIVe siècle, le fief de Varesnes change de famille car Aubert de Manny n'a qu'une fille unique, Marie de Canny. Celle-ci épouse Jean de Barbançon, sénéchal de Haynault, conseiller et chambellan du duc de Bourgogne. Par la suite, ce sont leurs descendants qui règne sur Varesnes jusqu'à la Révolution française de 1789. 
Au cours du XVe siècle, il semble que sous l'action du chancelier Duprat, Varesnes connait des aménagements importants : agrandissement du château, établissement des « avenues », construction d'un pont (qui sera détruit par l'inondation de 1658).
En 1640, entre le 28 mai et le 13 juin, le château de Varesnes reçoit le roi de France Louis XIII. L'archidiacre de Noyon, se rend aussi au château pour présenter au roi une relique de Sainte Godeberte. 
Le dernier seigneur de Varesnes est Jean-Louis Antoine Duprat, comte de Barbançon. Le château est vendu en 1794, puis pillés et détruit l'année d'après. Après l'abdication sous la contrainte du curée Arnould de Chaulnes, le 24 novembre 1793, l'église de Varesnes est également pillée par les révolutionnaires qui s'en prennent notamment au cercueil et aux cendres de madame de Barbançon. Il semble même que le cercueil de plomb soit volé puis revendu. 
En 1796, une dénonciation a lieu auprès de la municipalité du canton de Baboeuf car les cloches de Varesnes continuent de sonner  et que l'ancien ministre du culte porte toujours sa chasuble. D'après l'enquête, il semble que ce soit les femmes du village qui étaient à l'initiative des sonneries. 
Au début du XXème siècle, Varesnes est un village d'environ 300 âmes, en grande partie des cultivateurs et des tisserands. La scierie Dufour, emploie aussi une dizaine d'habitants. 
Pendant la Première Guerre mondiale, Varesnes est pendant trois ans sous domination ennemies. En 1917, les allemands reculent et le village est délivré. Mais le 24 mars 1918, les allemands reprennent Varesnes. Ce sont finalement les troupes du général Humbert qui y rentrent en vainqueurs le 5 septembre 1918. Le village est entièrement détruit : les maisons, la mairie, le pont, l'église. 

Dans les années 1920, l'église est reconstruite. Elle adopte un style néo-roman original grâce à ses briques, ses pignons triangulaires et son Christ monumental qui surmonte la façade. Avec la présence de l'évêque de Noyon, du vicaire général Lambert et de monseigneur Lagneaux, une grande fête est organisée. Les rues du village sont décorées avec des guirlandes, feuillages et drapeaux. Puis en 1930, la bénédiction des nouvelles cloches à lieue. 

## Politique et administration

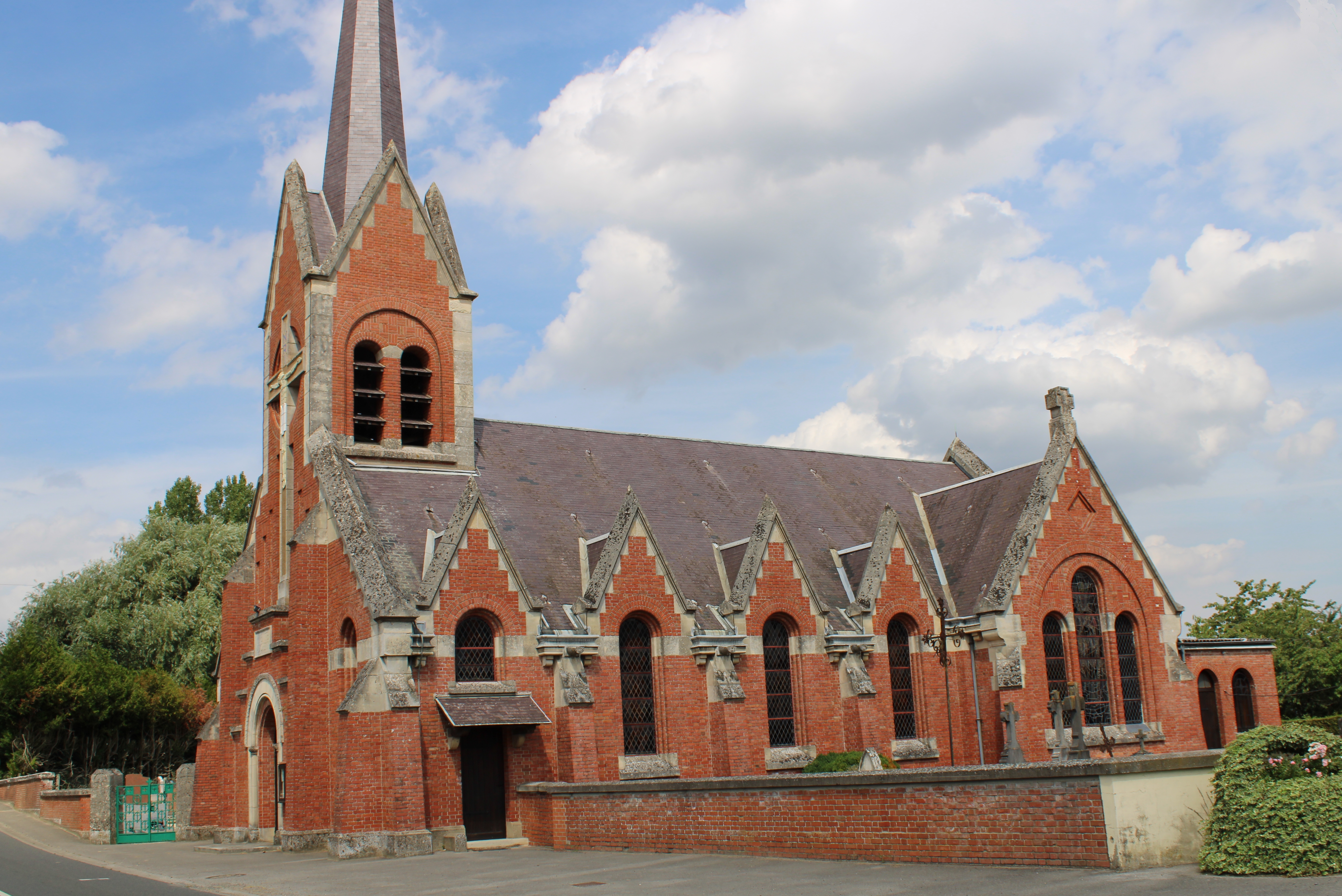
L'église.

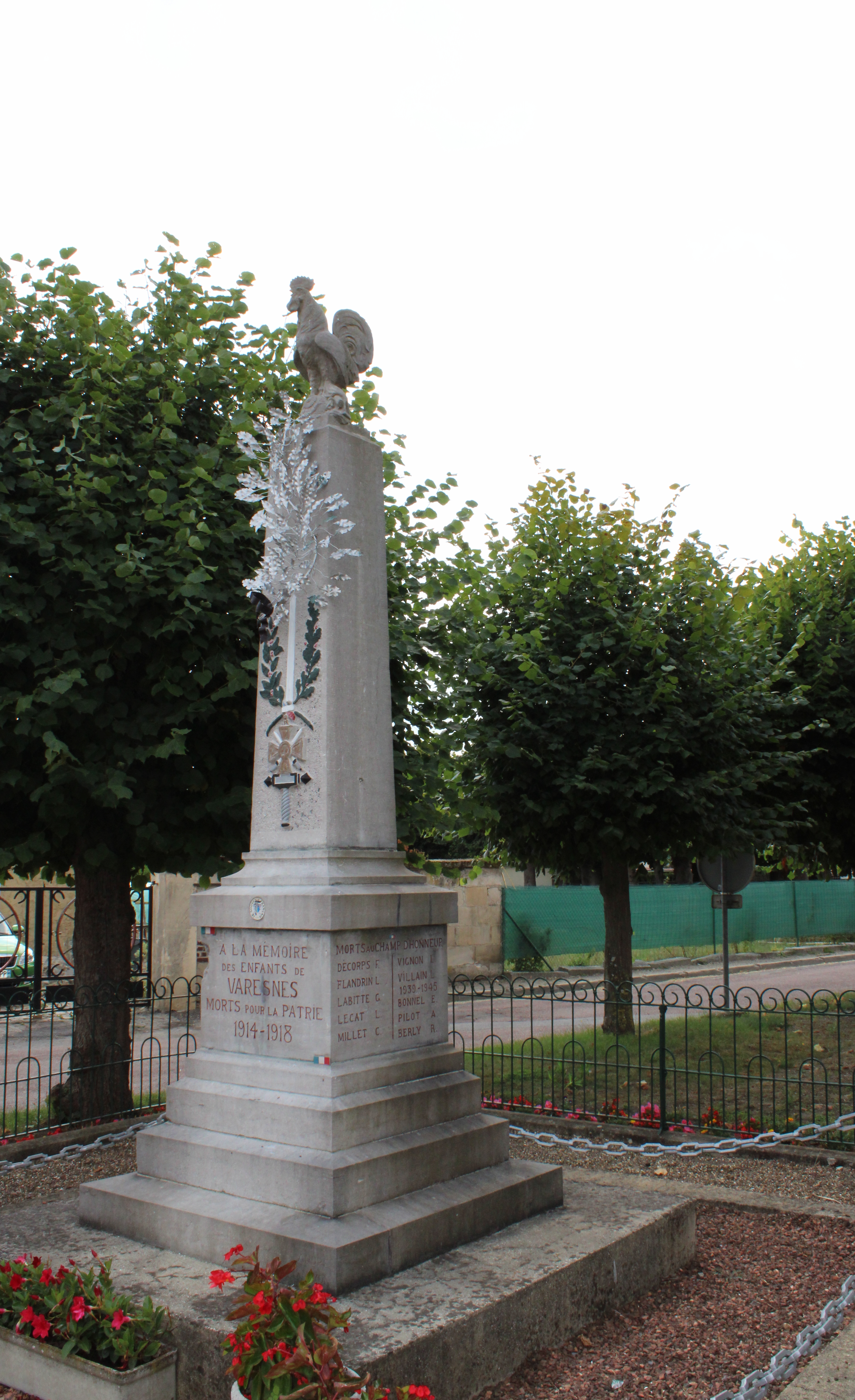
Le monument aux morts.

Depuis 1942, Varesnes n'a connu que quatre maires :
| Période                                  | Période                       | Identité                   | Étiquette | Qualité                                                                                        |
| ---------------------------------------- | ----------------------------- | -------------------------- | --------- | ---------------------------------------------------------------------------------------------- |
| Les données manquantes sont à compléter. |                               |                            |           |                                                                                                |
| 1823                                     | 1844                          | Sébastien Dominique Dufour |           |                                                                                                |
| 1874                                     | 1878                          | Eugène Dufour              |           |                                                                                                |
| 1923                                     | 1942                          | René Dufour                |           |                                                                                                |
| 1942                                     | 1967                          | Henri Leroy                |           |                                                                                                |
| 1967                                     | 1995                          | Georges Basset             | DVD       | Agriculteur                                                                                    |
| 1995                                     | 2014                          | Stéphane Bulcourt          |           |                                                                                                |
| 2014                                     | En cours (au 10 juillet 2020) | Philippe Basset            |           | Agriculteur Vice-président de la CC du Pays Noyonnais (2020 → ) Réélu pour le mandat 2020-2026 |

## Population et société

### Démographie

#### Évolution démographique
L'évolution du nombre d'habitants est connue à travers les recensements de la population effectués dans la commune depuis 1793. Pour les communes de moins de 10 000 habitants, une enquête de recensement portant sur toute la population est réalisée tous les cinq ans, les populations de référence des années intermédiaires étant quant à elles estimées par interpolation ou extrapolation. Pour la commune, le premier recensement exhaustif entrant dans le cadre du nouveau dispositif a été réalisé en 2008.

En 2022, la commune comptait 365 habitants, en évolution de −1,62 % par rapport à 2016 (Oise : +0,87 %, France hors Mayotte : +2,11 %).
| 1793 | 1800 | 1806 | 1821 | 1831 | 1836 | 1841 | 1846 | 1851 |
| ---- | ---- | ---- | ---- | ---- | ---- | ---- | ---- | ---- |
| 590  | 652  | 660  | 571  | 698  | 569  | 547  | 554  | 519  |

| 1856 | 1861 | 1866 | 1872 | 1876 | 1881 | 1886 | 1891 | 1896 |
| ---- | ---- | ---- | ---- | ---- | ---- | ---- | ---- | ---- |
| 520  | 509  | 488  | 452  | 400  | 357  | 368  | 348  | 313  |

| 1901 | 1906 | 1911 | 1921 | 1926 | 1931 | 1936 | 1946 | 1954 |
| ---- | ---- | ---- | ---- | ---- | ---- | ---- | ---- | ---- |
| 325  | 316  | 324  | 286  | 343  | 299  | 290  | 298  | 390  |

| 1962 | 1968 | 1975 | 1982 | 1990 | 1999 | 2006 | 2008 | 2013 |
| ---- | ---- | ---- | ---- | ---- | ---- | ---- | ---- | ---- |
| 401  | 374  | 346  | 342  | 382  | 382  | 391  | 393  | 381  |

| 2018 | 2022 | - | - | - | - | - | - | - |
| ---- | ---- | - | - | - | - | - | - | - |
| 366  | 365  | - | - | - | - | - | - | - |

#### Pyramide des âges
La population de la commune est relativement jeune.
En 2018, le taux de personnes d'un âge inférieur à 30 ans s'élève à 34,7 %, soit en dessous de la moyenne départementale (37,3 %). À l'inverse, le taux de personnes d'âge supérieur à 60 ans est de 23,8 % la même année, alors qu'il est de 22,8 % au niveau départemental.
En 2018, la commune comptait 189 hommes pour 177 femmes, soit un taux de 51,64 % d'hommes, largement supérieur au taux départemental (48,89 %).
Les pyramides des âges de la commune et du département s'établissent comme suit.
| Hommes | Classe d’âge | Femmes |
| ------ | ------------ | ------ |
| 0,5    | 90 ou +      | 0,6    |
| 3,7    | 75-89 ans    | 5,6    |
| 18,0   | 60-74 ans    | 19,2   |
| 23,3   | 45-59 ans    | 23,2   |
| 19,0   | 30-44 ans    | 17,5   |
| 10,6   | 15-29 ans    | 16,4   |
| 24,9   | 0-14 ans     | 17,5   |

| Hommes | Classe d’âge | Femmes |
| ------ | ------------ | ------ |
| 0,5    | 90 ou +      | 1,4    |
| 5,5    | 75-89 ans    | 7,6    |
| 15,6   | 60-74 ans    | 16,3   |
| 20,8   | 45-59 ans    | 20     |
| 19,4   | 30-44 ans    | 19,4   |
| 17,6   | 15-29 ans    | 16,2   |
| 20,6   | 0-14 ans     | 19,1   |

## Culture locale et patrimoine

### Héraldique
| Armes de Varesnes | Les armes de Varesnes se blasonnent ainsi : D'or à la fasce de sable accompagnée de trois tréfles de sinople deux en chef et un en pointe |